# Paratrichodorus lobatus
Paratrichodorus lobatus is een rondwormensoort uit de familie van de Trichodoridae. De wetenschappelijke naam van de soort is voor het eerst geldig gepubliceerd in 1965 door Colbran.